# Salsa habanera
La Salsa Habanera  es una salsa picante que utiliza chiles de denominación Habaneros o Capsicum chinense. 
El chile habanero es uno de los cultivares con mayor intensidad de sabor picante del género Capsicum. Los habaneros inmaduros son verdes, pero su color varía en la madurez. Los colores más comunes son anaranjados (semimaduros) y rojos (maduros), pero también existen en colores blanco, marrón, amarillo y rosados. Un habanero maduro es típicamente de 2-6 cm (1-2½ pulgadas) de largo.
La mayoría de habaneros se clasifican entre 100.000–300.000 unidades de Scoville de picor (SHU). Hasta hace poco, en el libro Guinness de Récords se reconocía la variedad de habanero Savinas Roja, desarrollada por “GNS Spices” en el Sur de California, como la especia "más picante del mundo" con 580.000 SHU; desde febrero de 2007 ese título recae en el ají Bhut Jolokia con alrededor de 1.000.000 SHU. Como referencia, un pimiento Cayenne contiene típicamente de 30.000 a 50.000 SHU mientras que el aerosol de pimienta de la policía contiene 5.300.000 SHU.

## Denominación de Origen
Solo los chiles cultivados en la península de Yucatán pueden recibir la denominación de origen "Habanero de la Península de Yucatán".

## Ingredientes
La tradicional salsa habanera se elabora de forma natural y se utiliza chile habanero, cebolla y vinagre o jugo de naranja agria que se muelen en molcajete de la región o licuado con licuadora o moledores eléctricos de diferentes tipos.

## Usos
La salsa habanera es tradicional de la cocina yucateca. Indispensable en platillos como la cochinita pibil o los panuchos.

## Presentaciones Embotelladas
Existen diversas presentaciones de esta salsa ya envasada. Las hay con fórmulas naturales o con fórmulas con aditivos como la goma de Xantara. Una de las presentaciones comerciales preparadas en forma natural y sin aditivos es por ejemplo la Salsa Chontal